# 梦芝街道
梦芝街道，是中华人民共和国山東省烟台市招远市下辖的一个乡镇级行政单位。

## 行政区划
梦芝街道下辖以下地区：
锦绣社区、玲珑社区、梦芝社区、瓦里社区、北岭社区、考家社区、龙馨社区、十里铺村、张华刘家村、张华王家村、张华张家村、张华孙家村、后夼村、路家河村、埃子赵家村、埃子王家村、山口温家村、城西路家村、城西史家村、黄土崖村、石城夼村、城西王家村、柳家沟村、增甲沟村、张家庵村和西宋家村。